# Callulina stanleyi
Callulina stanleyi es una especie de anfibio anuro de la familia Brevicipitidae.

## Distribución geográfica
Esta especie es endémica de Tanzania. Habita entre los 1920 y 2100 m de altitud en las montañas del sur de Pare.

## Etimología
Esta especie lleva el nombre en honor a William T. Stanley.

## Publicación original
- Loader, Gower, Ngalason & Menegon, 2010 : Three new species of Callulina (Amphibia: Anura: Brevicipitidae) highlight local endemism and conservation plight of Africa's Eastern Arc forests. Zoological Journal of the Linnean Society, vol. 160, n.º 3, p. 496-514.[3]